# Underworld USA (roman)
Ne doit pas être confondu avec Outremonde.
Underworld USA (Blood's a Rover) est le titre de l'édition française du troisième et dernier volume de la trilogie éponyme de l'écrivain américain James Ellroy, paru en 2009.
La traduction française du roman paraît en janvier 2010 chez l'éditeur Payot & Rivages.

## Résumé
Ce dernier opus couvre la période 1968-1972, incluant notamment la mort de J. Edgar Hoover, les dernières années de la guerre du Viêt Nam, ainsi que la présidence du 37e président des États-Unis, Richard Nixon. Le roman s'articule autour de deux femmes, Karen et Joan, et est structuré autour d'un trio de trois protagonistes masculins, avec un retour de Wayne Tedrow Jr. Le second personnage masculin est Dwight Holly, le bras droit de Hoover, qui apparaissait déjà dans le livre précédent (American Death Trip). Le troisième est Don Crutchfield, un détective privé. Sur le scandale du Watergate, James Ellroy a été clair : il n'en sera pas question, car cette affaire ne l'intéresse pas.

## Sur le titre original:Blood's a Rover
James Ellroy a tiré le titre original de son roman américain d'un vers du poème de Alfred Edward Housman, Reveille :
Clay lies still, but blood's a rover;

Breath's a ware that will not keep.

Up, lad; when the journey's over

There'll be time enough for sleep.